# Pseudobalbillus infimus
Pseudobalbillus infimus är en insektsart som beskrevs av Rauno E. Linnavuori 1969. Pseudobalbillus infimus ingår i släktet Pseudobalbillus och familjen dvärgstritar. Inga underarter finns listade i Catalogue of Life.